# Raúl Justiniano
Miguel Raúl Justiniano Abella  (Santa Cruz de la Sierra, 29 de septiembre de 1977) es un exfutbolista y entrenador boliviano. Se desempeñaba como centrocampista.

## Selección nacional
Justiniano debutó en 28 de abril de 1999, en un partido amistoso ante Chile con empate por 1 a 1. Ese mismo año fue convocado por el entrenador Héctor Veira a la Copa América 1999, sin embargo no jugó ningún partido. También íntegro la selección que disputó la Copa FIFA Confederaciones 1999, jugando en el empate 2-2 ante Egipto.
En 2001 fue convocado para dispuar la Copa América 2001, en el torneo jugó su único partido ante Costa Rica, con una derrota 0-4.
Fue parte de los planteles que disputaron las Eliminatorias al Mundial de 2002 y Eliminatorias al Mundial 2006.
Disputó su último encuentro en la selección, el 4 de junio de 2005 en la derrota 1-3 ante Chile.

### Participaciones en Torneos internacionales
| Copa                           | Sede     | Resultado    | Partidos | Goles |
| ------------------------------ | -------- | ------------ | -------- | ----- |
| Copa FIFA Confederaciones 1999 | México   | Primera fase | 1        | 0     |
| Copa América 2001              | Colombia | Primera fase | 1        | 0     |

### Participaciones en Eliminatorias del Mundial
| Mundial           | Resultado    | Posición | Partidos | Goles |
| ----------------- | ------------ | -------- | -------- | ----- |
| Eliminatoria 2002 | No clasificó | 7.º      | 8        | 1     |
| Eliminatoria 2006 | No clasificó | 10.º     | 5        | 0     |

### Estadísticas
| Selección de Bolivia | Amistosos            | 11 | 0 |
| Selección de Bolivia | Eliminatorias        | 13 | 1 |
| Selección de Bolivia | Copa América         | 1  | 0 |
| Selección de Bolivia | Copa Confederaciones | 1  | 0 |
| Selección de Bolivia | Total                | 26 | 1 |

## Clubes

### Como jugador
| Club              | País    | Año         |
| ----------------- | ------- | ----------- |
| Blooming          | Bolivia | 1995 - 2001 |
| Oriente Petrolero | Bolivia | 2002 - 2003 |
| Jorge Wilstermann | Bolivia | 2005        |
| Bolívar           | Bolivia | 2006        |
| Real Mamoré       | Bolivia | 2007        |
| Guabirá           | Bolivia | 2008        |
| La Paz FC         | Bolivia | 2009        |
| Real América      | Bolivia | 2010        |

### Como entrenador
| Club       | País    | Año  |
| ---------- | ------- | ---- |
| Magisterio | Bolivia | 2018 |

## Palmarés

### Títulos nacionales
| Título             | Club     | Año    |
| ------------------ | -------- | ------ |
| Copa Simón Bolívar | Blooming | 1996   |
| Primera División   | Blooming | 1998   |
| Primera División   | Blooming | 1999   |
| Primera División   | Bolívar  | 2006-C |

## Vida personal
Tiene tres hermanos, Johnny, Silvestre y Elar: este último falleció el 26 de enero de 2011 tras un accidente automovilístico. 